# لی بکستر
لی بکستر (انگلیسی: Lee Baxter؛ زادهٔ ۱۷ ژوئن ۱۹۷۶) بازیکن فوتبال اهل سوئد است.